# Rafael Zuviría
Rafael Zuviría (Santa Fe, 10 gennaio 1951) è un ex calciatore argentino, di ruolo attaccante.

## Palmarès
- Coppa di Spagna: 2

Barcellona: 1977-1978, 1980-1981
- Coppa delle Coppe: 1

Barcellona: 1978-1979